# قرية لانسينغ (نيويورك)
قرية لانسينغ (بالإنجليزية: Lansing (village), New York)‏ هي منطقة سكنية تقع في الولايات المتحدة في مقاطعة تومبكينز. يقدر عدد سكانها بـ 3,529 نسمة ومساحتها 12.0 كم2 وترتفع عن سطح البحر 283 متر.

## التركيبة السكانية
حدّد مكتب تعداد الولايات المتحدة بيانات التركيبة السكانية لقرية لانسينغ في تعداد الولايات المتحدة. في ما يلي، التركيبة السكانية حسب تعدادي 2000 و2010.

### تعداد عام 2000
بلغ عدد سكان قرية لانسينغ 3,417 نسمة بحسب تعداد عام 2000، وبلغ عدد الأسر 1,620 أسرة وعدد العائلات 809 عائلة مقيمة في القرية. في حين سجلت الكثافة السكانية 285 نسمة لكل كيلومتر مربع (738.1/ميل2). وبلغ عدد الوحدات السكنية 1,705 وحدة بمتوسط كثافة قدره 142.2 لكل كيلومتر مربع (368.3/ميل2).
وتوزع التركيب العرقي للقرية بنسبة 68.01% من البيض و5.12% من الأمريكيين الأفارقة و0.23% من الأمريكيين الأصليين و22.51% من الأمريكيين ذوي الأصول الآسيوية و0.06% من سكان جزر المحيط الهادئ و1.40% من الأعراق الأخرى و2.66% من عرقين مختلطين أو أكثر و3.54% من الهسبانيون أو اللاتينيون من أي عرق.
بلغ عدد الأسر 1,620 أسرة كانت نسبة 24.3% منها لديها أطفال تحت سن الثامنة عشر تعيش معهم، وبلغت نسبة الأزواج القاطنين مع بعضهم البعض 41.4% من أصل المجموع الكلي للأسر، ونسبة 6% من الأسر كان لديها معيلات من الإناث دون وجود شريك، بينما كانت نسبة 2.5% من الأسر لديها معيلون من الذكور دون وجود شريكة وكانت نسبة 50.1% من غير العائلات. تألفت نسبة 38.8% من أصل جميع الأسر من عدة أفراد يعيشون في نفس المنزل ونسبة 6.6% كانت تتألف من شخص يعيش بمفرده يبلغ من العمر 65 عاماً أو أكثر. وبلغ متوسط حجم الأسرة المعيشية 2.06، أما متوسط حجم العائلات فبلغ 2.82.
بلغ العمر الوسطي للسكان 32.0 عاماً. وكانت نسبة 18.6% من القاطنين تحت سن الثامنة عشر، وكانت نسبة 10.7% بين الثامنة عشر والرابعة والعشرين عاماً، ونسبة 39.9% كانت واقعةً في الفئة العمرية ما بين الخامسة والعشرين والرابعة والأربعين عاماً، ونسبة 19% كانت ما بين الخامسة والأربعين والرابعة والستين، ونسبة 9.3% كانت ضمن فئة الخامسة والستين عاماً فما فوق. يوجد لكل 100 أنثى 97.9 ذكر، ويوجد لكل 100 أنثى في الثامنة عشر من عمرها فما فوق 94.9 ذكر.
بلغ متوسط دخل الأسرة في القرية 38,185 دولارًا، أما متوسط دخل العائلة فبلغ 48,167 دولارًا. وكان متوسط دخل الذكور 41,650 دولارًا مقابل 31,181 دولارًا للإناث. وسجل دخل الفرد الخاص بالقرية 29,047 دولارًا. وكانت نسبة 9.5% من العائلات ونسبة 12.3% من السكان تحت خط الفقر، وكان من هؤلاء نسبة 20.8% تحت سن الثامنة عشر ونسبة 1.6% في الخامسة والستين من العمر وما فوق.

### تعداد عام 2010
بلغ عدد سكان قرية لانسينغ 3,529 نسمة بحسب تعداد عام 2010، وبلغ عدد الأسر 1,687 أسرة وعدد العائلات 829 عائلة مقيمة في القرية. في حين سجلت الكثافة السكانية 294.3 نسمة لكل كيلومتر مربع (762.2/ميل2). وبلغ عدد الوحدات السكنية 1,788 وحدة بمتوسط كثافة قدره 149.1 لكل كيلومتر مربع (386.2/ميل2).
وتوزع التركيب العرقي للقرية بنسبة 63.19% من البيض و6.52% من الأمريكيين الأفارقة و0.43% من الأمريكيين الأصليين و24.99% من الأمريكيين ذوي الأصول الآسيوية و0.06% من سكان جزر المحيط الهادئ و1.50% من الأعراق الأخرى و3.32% من عرقين مختلطين أو أكثر و4.85% من الهسبانيون أو اللاتينيون من أي عرق.
بلغ عدد الأسر 1,687 أسرة كانت نسبة 22.2% منها لديها أطفال تحت سن الثامنة عشر تعيش معهم، وبلغت نسبة الأزواج القاطنين مع بعضهم البعض 40.5% من أصل المجموع الكلي للأسر، ونسبة 6.2% من الأسر كان لديها معيلات من الإناث دون وجود شريك، بينما كانت نسبة 2.4% من الأسر لديها معيلون من الذكور دون وجود شريكة وكانت نسبة 50.9% من غير العائلات. تألفت نسبة 37.5% من أصل جميع الأسر من عدة أفراد يعيشون في نفس المنزل ونسبة 6.6% كانت تتألف من شخص يعيش بمفرده يبلغ من العمر 65 عاماً أو أكثر. وبلغ متوسط حجم الأسرة المعيشية 2.04، أما متوسط حجم العائلات فبلغ 2.75.
بلغ العمر الوسطي للسكان 33.2 عاماً. وكانت نسبة 16.9% من القاطنين تحت سن الثامنة عشر، وكانت نسبة 10.2% بين الثامنة عشر والرابعة والعشرين عاماً، ونسبة 40.3% كانت واقعةً في الفئة العمرية ما بين الخامسة والعشرين والرابعة والأربعين عاماً، ونسبة 21.8% كانت ما بين الخامسة والأربعين والرابعة والستين، ونسبة 10.8% كانت ضمن فئة الخامسة والستين عاماً فما فوق. وتوزع التركيب الجنسي للسكان بنسبة 50.5% ذكور و49.5% إناث.